# Mikko Hietanen
Mikko Hietanen (Polyany, 22 de setembro de 1911 – Laukaa, 3 de fevereiro de 1999) foi um atleta finlandês de corrida de longa distância que participou dos Jogos Olímpicos de Verão de 1948 e de 1952.